# Torneo di Wimbledon 2001
Il Torneo di Wimbledon 2001 è stata la centoquindicesima edizione del Torneo di Wimbledon e terza prova stagionale dello Slam. Si è giocato dal 25 giugno all'8 luglio 2001. Il torneo ha visto vincitore il croato Goran Ivanišević nel singolare maschile, mentre in quello femminile si è imposta l'americana Venus Williams. Nel doppio maschile hanno trionfato gli americani Donald Johnson e Jared Palmer, il doppio femminile è stato vinto dalla statunitense Lisa Raymond e dall'australiana Rennae Stubbs e nel doppio misto hanno vinto Daniela Hantuchová con Leoš Friedl.

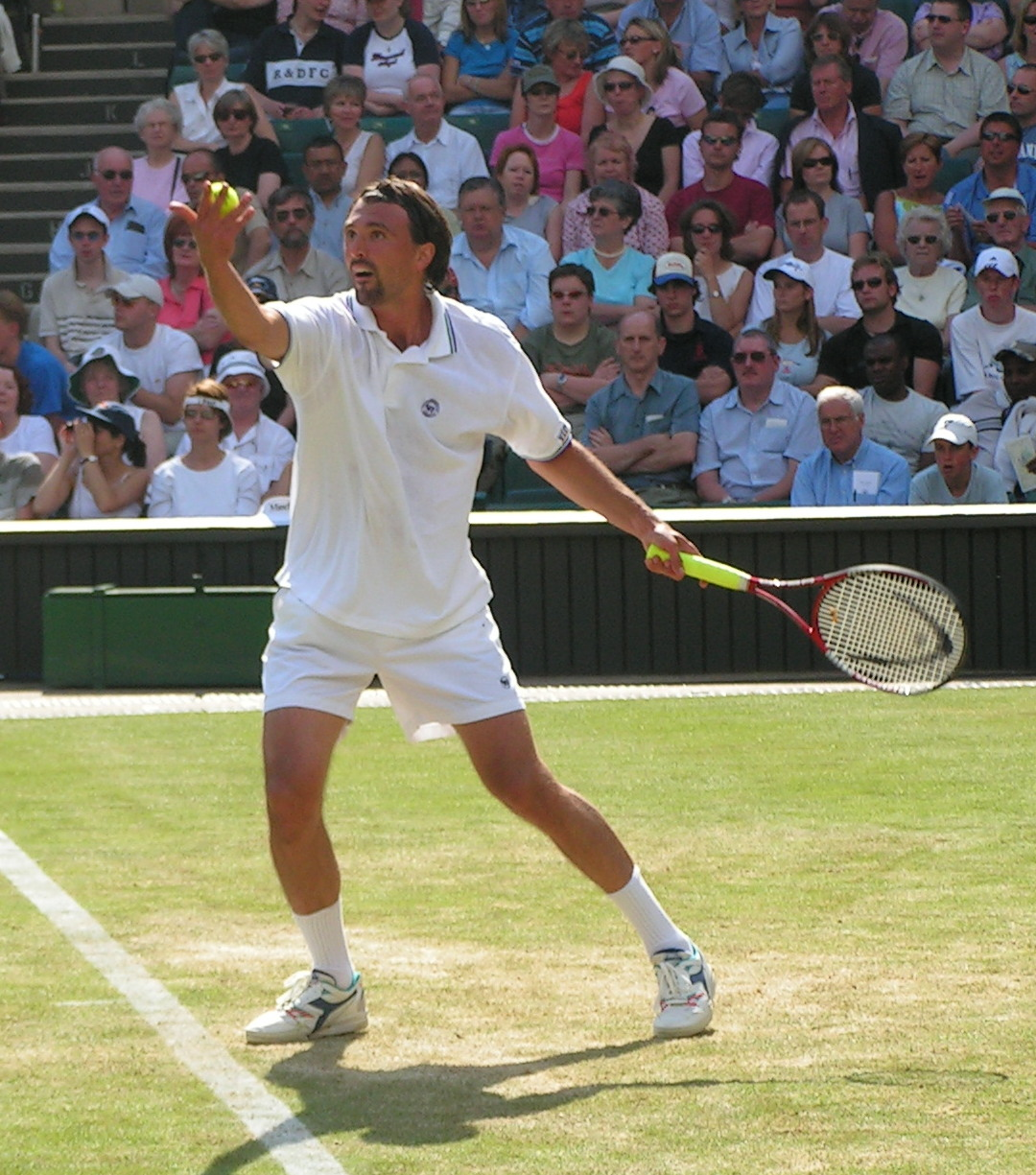
Goran Ivanišević, ammesso a Wimbledon grazie a una wild card, vince a sorpresa il torneo.

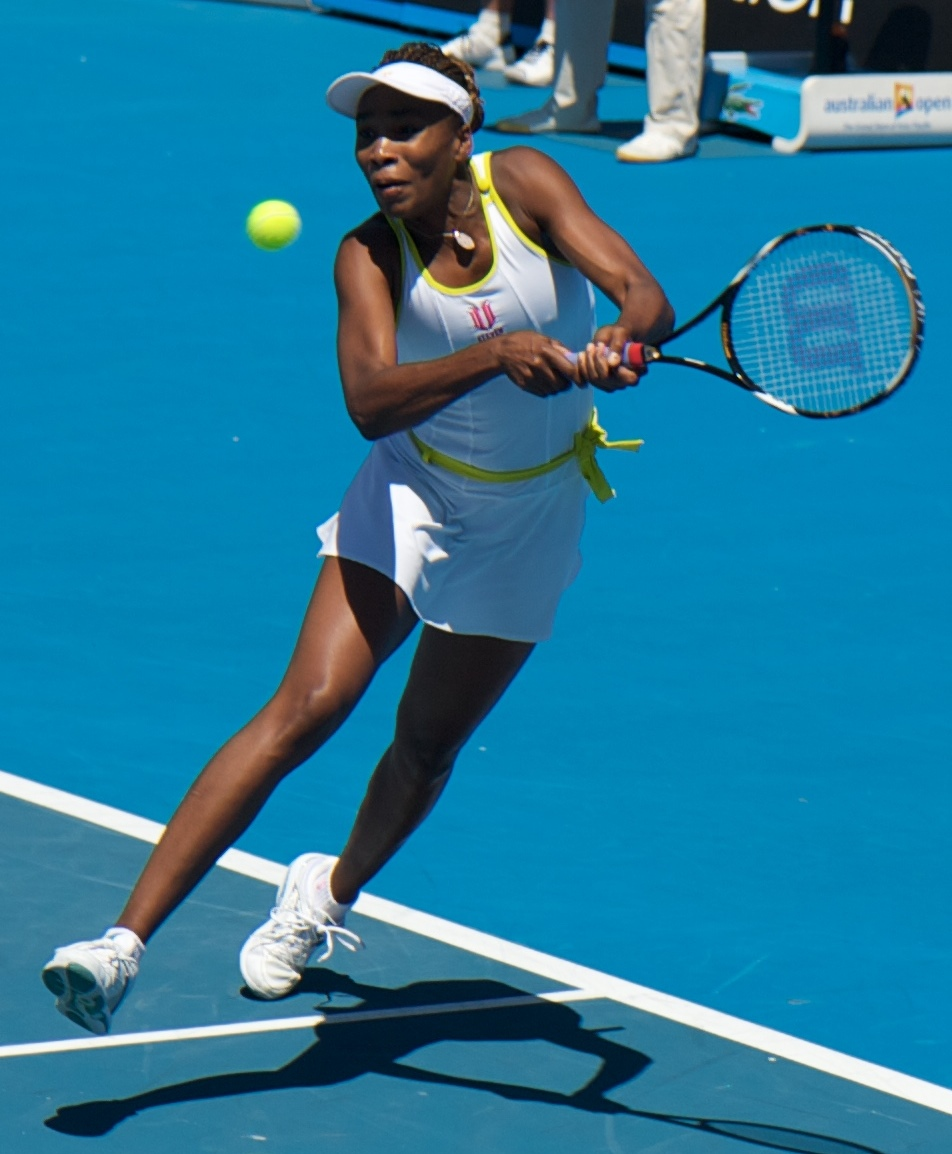
Venus Williams, al secondo titolo a Wimbledon.

## Risultati

### Singolare maschile
Goran Ivanišević ha battuto in finale  Patrick Rafter col punteggio di 6–3, 3–6, 6–3, 2–6, 9–7

### Singolare femminile
Venus Williams ha battuto in finale  Justine Henin col punteggio di 6–1, 3–6, 6–0

### Doppio maschile
Donald Johnson /  Jared Palmer hanno battuto in finale  Jiří Novák /  David Rikl col punteggio di 6–4, 4–6, 6–3, 7–6(6)

### Doppio femminile
Lisa Raymond /  Rennae Stubbs hanno battuto in finale  Kim Clijsters /  Ai Sugiyama col punteggio di 6–4, 6–3

### Doppio misto
Daniela Hantuchová /  Leoš Friedl hanno battuto in finale  Liezel Huber /  Mike Bryan col punteggio di 4–6, 6–3, 6–2

## Junior

### Singolare ragazzi
Roman Valent ha battuto in finale  Gilles Müller col punteggio di 3-6, 7-5, 6-3

### Singolare ragazze
Angelique Widjaja ha battuto in finale  Dinara Safina col punteggio di 6-4, 0-6, 7-5

### Doppio ragazzi
Frank Dancevic /  Giovanni Lapentti hanno battuto in finale  Bruno Echagaray /  Santiago González col punteggio di 6-1, 6-4

### Doppio ragazze
Gisela Dulko /  Ashley Harkleroad hanno battuto in finale  Christina Horiatopoulos /  Bethanie Mattek col punteggio di 6-3, 6-1